# Peter Platzer
Peter Platzer (29 maggio 1910 – 13 dicembre 1959) è stato un calciatore austriaco, di ruolo portiere.

## Carriera
Formatosi nel Brigittenauer AC, con cui sfiora il titolo nazionale nel 1927-1928, Platzer si trasferisce successivamente al Floridsdorfer AC, dove resta per cinque anni, prima di un nuovo trasferimento, all'Admira Vienna.
Fu in maglia bianco-nera che la carriera di Platzer decollò definitivamente: nel 1933-1934 giocò la sua stagione migliore, conquistando sia il campionato che la Wiener-Cup e raggiungendo la finale di Coppa Mitropa - persa contro il Bologna - nonché il quarto posto alla Coppa del Mondo 1934 con la Nazionale, dove era stato convocato per la prima volta tre anni prima. Si ricorda in particolare per la rete decisiva subita da Guaita nella semifinale contro l'Italia a Milano dopo uno scontro fra Platzer e l'azzurro Meazza: secondo gli austriaci sarebbe stata una rete irregolare, mentre secondo i padroni di casa sarebbe stato lo stesso Platzer a commettere fallo.
Platzer vinse nuovamente il titolo austriaco nel 1935-1936, 1936-1937 e 1938-1939. In quell'anno fu anche vicecampione di Germania, infatti l'Admira arrivò alla finale per il titolo contro lo Schalke 04, perdendo per 0-9. Fu così organizzata una "rivincita" a Vienna, terminata 1-1 con due reti annullate all'Admira. I giocatori dello Schalke dovettero lasciare lo stadio sotto scorta, tra le contestazioni dei tifosi austriaci, che non risparmiarno nemmeno l'auto del Gauleiter Baldur von Schirach. L'anno seguente Platzer si ritirò.
Con la Nazionale austriaca giocò in totale 31 partite, con 56 reti al passivo: esordì il 4 ottobre 1931 a Budapest contro l'Ungheria (2-2) in una partita di Coppa Internazionale, mentre face l'ultima presenza il 24 ottobre 1937 contro la Rep. Ceca. Dopo l'Anschluss venne convocato due volte dalla Nazionale tedesca: contro Belgio e Italia, nel 1939.

## Palmarès

### Club

#### Competizioni nazionali
- Campionato austriaco: 4

Admira Vienna: 1933-1934, 1935-1936, 1936-1937, 1938-1939
- Coppa d'Austria: 1

Admira Vienna: 1933-1934

### Nazionale
- Coppa Internazionale: 1

1931-1932